# John Dryden
John Dryden (19. srpna 1631 – 12. května 1700 – data jsou uvedena v gregoriánském kalendáři, přestože se v té době ve Velké Británii užíval juliánský kalendář, údaje se proto mohou o několik dní lišit) byl vlivný anglický básník, literární kritik, překladatel a dramatik. Patřil k vůdčím osobnostem anglického literárního života období restaurace Stuartovců.

## Biografie
Narodil se na vesnické faře svého dědečka z matčiny strany v Aldwincle poblíž Oundle v Northamptonshire. Byl nejstarším ze čtrnácti dětí Erasma a Mary Drydenové, příslušníků puritánské statkářské nižší šlechty, podporujících parlament. Jako chlapec žil Dryden v blízké vesnici Titchmarsh, kde také patrně získal základní vzdělání.
V roce 1644 byl vyslán do Westminster School. Jako každá humanistická škola, i Westminster School učila své studenty umění rétoriky, schopnosti klást argumenty jak pro, tak proti a zadávat téma sporu. Drydenova pozdější díla a jeho způsob myšlení jsou silně ovlivněny touto logickou průpravou.
Jeho léta ve Westminsteru nebyla bez zvláštních událostí: patří sem například jeho první publikovaná báseň, a to elegie na smrt jeho přítele a spolužáka Henryho, lorda z Hastingsu, zemřelého na neštovice, která byla publikována 30. ledna 1649.
V roce 1650 začal studovat na Trinity College v Cambridge, kde získal mnohé zkušenosti a navrátil se k politickým a náboženským názorům, jaké zastával za dob svého dětství. Je jen málo informací o dobách Drydenova cambridgeského studia, ale dá se předpokládat, že studoval typické osnovy, totiž klasické autory, rétoriku a matematiku. V roce 1654 získal bakalářský titul, v tomtéž roce zemřel jeho otec.
Navrátiv se v období vlády Olivera Cromwella do Londýna, získal práci s Johnem Thurloem, Cromwellovým státním sekretářem. Dryden se zúčastnil Cromwellova pohřbu dne 23. listopadu 1658 spolu s ostatními puritánskými básníky, Andrewem Marvellem a Johnem Miltonem. Krátce poté publikoval svou první významnější báseň, Heroique Stanzas (Hrdinské sloky, 1658), vlastně chvalozpěv na Cromwella. Je v něm velmi opatrný a uvážlivý v ukazování svých emocí.
V roce 1660 naproti tomu slavil restauraci Stuartovců a návrat krále Karla II. v po emoční stránce věrohodně působící básni Astraea Redux. V této básni je období interregna charakterizováno jako čas bezvládí a Karel II. je popisován jako ten, kdo navrátil mír a pořádek.
Po restauraci Stuartovců se Dryden velmi rychle dostal do role vůdčího básníka a literárního kritika a přenesl svoji loajalitu na novou vládu. Po básni Astraea Redux publikoval ještě dva další chvalozpěvy na novou vládu: To His Sacred Majesty: A Panegyric on his Coronation (Jeho Svatému Veličenstvu: Chvalozpěv na Jeho korunovaci, 1662) a To My Lord Chancellor (Mému lordu kancléři, 1662). Tyto básně naznačují, že Dryden viděl v královském dvoře možného podporovatele, nicméně nakonec se přece jen rozhodl psát spíše pro veřejnost, k publikaci, a ne jen pro aristokracii. Přesto ale většina jeho básní oslavuje veřejné události.
V listopadu 1664 byl Dryden zvolen do Royal Society, nicméně v roce 1666 byl vyloučen pro neplacení členských příspěvků. 1. prosince 1663 si Dryden vzal lady Elizabeth Howardovou, sestru royalistického politika a dramatika Roberta Howarda. Drydenova díla občas zahrnovala výpady proti manželskému stavu a naopak chválu stavu svobodného. Přesto mu lady Elizabeth dala tři syny a přežila ho.
Když byla po puritánském zákazu znovuotevřena divadla, Dryden se zabýval skládáním divadelních her. Jeho první hra, The Wild Gallant (Divoký gentleman) z roku 1663 neměla úspěch, nicméně později byly jeho hry úspěšnější a v roce 1668 uzavřel s King’s Company smlouvu, podle které měl být jejím podílníkem za předpokladu, že bude psát tři hry ročně. Po roce 1660 byly hry hlavním zdrojem jeho příjmu, v tomto období napsal asi sedmdesát divadelních her. Užíval žánr restaurační komedie, jeho nejznámějším dílem tohoto žánru je Marriage A-la-Mode (Svatba podle módy, 1672), ale psal i hrdinské tragédie i normální tragédie, jeho největším dílem tohoto žánru je hra All For Love (Vše pro lásku, 1678).
V roce 1667, přibližně shodně se začátkem jeho divadelní kariéry, publikoval Annus Mirabilis, dlouhou historickou báseň, líčící události roku 1666, totiž Velký požár Londýna a anglické vítězství nad nizozemskou flotilou. Jedná se o moderní epickou skladbu, psanou v jambických pentametrech ve čtyřveršové sloce. Tato báseň mu vysloužila titul nejlepšího básníka generace a byla také rozhodující při jeho jmenování do funkce poety laureata (1668) a královského historiografa (1670).
Za Velkého moru v Londýně Dryden pobýval ve Wiltshire, kde napsal esej Of Dramatick Poesie (1668). Jedná se o nejdelší a pravděpodobně nejlepší z jeho literárně kritických děl, pojaté jako dialog čtyř postav. Každá postava je inspirována významnou osobou současné literatury - Dryden sám v dialogu vystupuje jako Neander - a je disputací mezi klasickým, francouzským a anglickým dramatem. Dryden v ní stále obhajuje vlastní tvorbu. Literárně kritické otázky Dryden řeší i přímo ve svých dílech, například v prologu ke své - patrně nejlepší - hře Aureng-zebe (1675) odsuzuje užití rýmu ve vážných dramatických dílech. Ihned poté, v roce 1678, napsal v blankversu, tedy nerýmovaném pětistopém jambu, tragédii All for love (Vše pro lásku).
Velkých úspěchů dosáhl Dryden v satiře. Jeho směšnohrdinská báseň MacFlecknoe kolovala v rukopise mezi jeho přáteli. Šlo o pamflet na dramatika Thomase Shadwella. Báseň není psána ponižujícím způsobem, spíše Shadwella vyvyšuje a chválí tak neočekávanými cestami, že je zcela jasné, že jde o vtip. Následují satirické skladby Absalom and Achitophel (1681) a The Medal (1682). Dalšími Drydenovými významnými díly té doby je např. náboženská báseň Religio Laici (1682), psaná z pozice anglikána, jeho vydání Plutarchových Životopisů pod názvem Plutarchs Lives Translated From the Greek by Several Hands z roku 1683, kterým uvedl do angličtiny termín biografie, a báseň The Hind and the Panther (Laň a panter, 1687), oslavující jeho konverzi ke katolicismu.
Když byl v roce 1688 sesazen král Jakub, odmítl Dryden složit slib oddanosti nové vládě a opustil tak dvorské kruhy. V roce 1689 se stal poetou laureatem Thomas Shadwell, kterého dříve podroboval pamfletům. Shadwell donutil Drydena se vzdát jeho veřejných úřadů. Dryden se dále nemohl živit jen ze zisků svého psaní, a proto se věnoval překládání, převážně klasických autorů. Přeložil díla Horatiova, Juvenalova, Ovidiova, Lucretiova a Theokritova, přičemž svou překladatelskou práci považoval za mnohem uspokojivější, než svou práci dramatickou. V letech 1694–1697 pracoval na svém nejambicióznějším překladatelském díle: The Works of Virgil (Díla Vergiliova). Vydání tohoto kompletního překladu Vergilia se stalo celonárodní událostí a vyneslo Drydenovi 1 400 liber. Jeho poslední překladatelské práce vyšly v roce 1700 ve svazku Fables Ancient and Modern (Báje dřívějška a dneška). Jedná se o sérii epizod z Homéra, Ovidia a Boccaccia, modernizovaných adaptací Chaucera a vlastních Drydenových básní. Jeho předmluva k tomuto dílu je považována za jedno z největších děl literární kritiky vůbec a za jednu z největších anglicky psaných esejí. Jeho překladatelské dílo je velmi významné jako zpřístupnění klasických děl široké anglické veřejnosti.
Dryden zemřel v roce 1700 a je pohřben ve Westminsterském opatství.

## Dílo
Dryden byl nejvýznamnější a nejvíc ovlivňující osobností anglické literatury své doby. Ustanovil hrdinské dvojverší jako standardní literární formu v angličtině, skládal úspěšné satiry, náboženské básně, epigramy, bajky, komplimenty, divadelní hry, psal z literárně kritického hlediska vynikající předmluvy. Uvedl do anglické literatury alexandrín a trojverší, ustanovil způsob vyjadřování, spojený s hrdinským dvojverším. Byl vzorem pro mnoho básníků, silně jím byl ovlivněn například Alexander Pope, ostatní byli většinou ovlivněni stejně Drydenem i Popem.
Z Drydenova rozsáhlého díla nebylo dosud žádné přeloženo do češtiny.